# 上海野生動物園
上海野生動物園（シャンハイやせいどうぶつえん、簡体字中国語: 上海野生动物园)は中華人民共和国上海市浦東新区南六公路178号に位置する動物園（市中心から約35km）。上海市人民政府と国家林業局が協力して建設した中国初の国家級サファリパークであり、広さ153haで、投資額は3億元である。1995年11月18日に正式開園した。中国の5A級観光地（2007年認定）。
園内は約200種類もの世界各地の代表的動物と珍稀動物がいる。

## アクセス
上海地下鉄16号線野生動物園駅より徒歩20分もしくは同駅より路線バス恵南6路「上海野生動物園」下車すぐ。

## 特色
園内は歩きながら動物を見られる「步行道」（歩道）と、園内を周遊するサファリバスでのみ入ることが出来る「车行道」（車道）に分かれる。尚、「车行道」へ行くサファリバスは通常の観光バスタイプのものと窓が金網になっているものに分かれ、後者に乗る場合は別途追加料金が必要となる。